# Arrondissement de Pirita

L’arrondissement de Pirita (anciennement en allemand : Sankt Brigitten, et en russe : Пирита) est l'un des huit arrondissements de Tallinn en Estonie.

## Présentation
Pirita est situé au bord de la baie de Tallinn et est un des huit arrondissements de la ville. 
On y trouve les ruines de l'ancienne abbaye des brigittines fondée à la fin du Moyen Âge et les installations de yachting et de compétition de voile pour les jeux olympiques de 1980 qui se tinrent à Moscou. Ce petit port estonien alors en URSS accueillit bon nombre de sportifs, de spectateurs et de journalistes étrangers pour les épreuves de voile olympique pour lesquelles une tour de télévision (Teletorn) fut construite, afin de retransmettre l'événement.
Pirita avait 12 985 habitants en 2006 répartis dans ses neuf sous-districts.

## Quartiers
Pirita est composé de 9 quartiers (estonien : asum): Iru, Kloostrimetsa, Kose, Laiaküla, Lepiku, Maarjamäe, Merivälja, Mähe et Pirita.

## Histoire
Au bord de la Pirita, petit fleuve qui se jette dans la mer Baltique, l'Ordre de Sainte-Brigitte fonde une abbaye imposante en 1436, mais elle est détruite pendant la guerre de Livonie en 1577. On peut encore admirer ses ruines.
Les brigittines ont construit un nouveau couvent près des ruines dans les années 1990.
Dans le sous-district de Marienberg (aujourd'hui Maarjamäe) au sud-ouest du district de Pirita, le domaine de Marienberg, qui appartenait du temps de l'Empire russe à la famille aristocratique des Davydov-Orlov, est devenu un musée consacré à l'histoire des germano-baltes qui furent liés aux Pays baltes pendant sept siècles, jusqu'à leur expulsion après la Seconde Guerre mondiale.
On trouve à proximité un cimetière militaire soviétique et un cimetière militaire allemand regroupant les corps de combattants de la guerre de 1941-1945, tandis que le Metsakalmistu (ou cimetière de la Forêt) plus au nord accueille les dépouilles des personnalités éminentes du pays depuis les années 1930.

## Population

### Évolution démographique
Au 1er novembre 2014, Pirita compte 17 592 habitants.
| 2004   | 2006   | 2008   | 2010   | 2012   | 2014   | 2016   |
| ------ | ------ | ------ | ------ | ------ | ------ | ------ |
| 10 388 | 12 277 | 14 039 | 15 135 | 16 636 | 17 373 | 17 526 |

| 2018   | 2020   | 2022   | 2024   | - | - | - |
| ------ | ------ | ------ | ------ | - | - | - |
| 18 041 | 18 553 | 17 354 | 18 470 | - | - | - |

### Composition ethnique
Sa composition ethnique est la suivante:
| Groupe ethnique | 2013   | 2020   |
| --------------- | ------ | ------ |
| Estoniens       | 78,6 % | 73,8 % |
| Russes          | 16,1 % | 19,7 % |
| Ukrainiens      | 1,6 %  | 1,9 %  |
| Finnois         | 0,7 %  | 0,7 %  |
| Biélorusses     | 0,7 %  | 0,7 %  |
| Juifs           | 0,5 %  | 0,3 %  |
| Tatars          | 0,1 %  | 0,2 %  |
| Autres          | 1,7 %  | 2,5 %  |

## Galerie

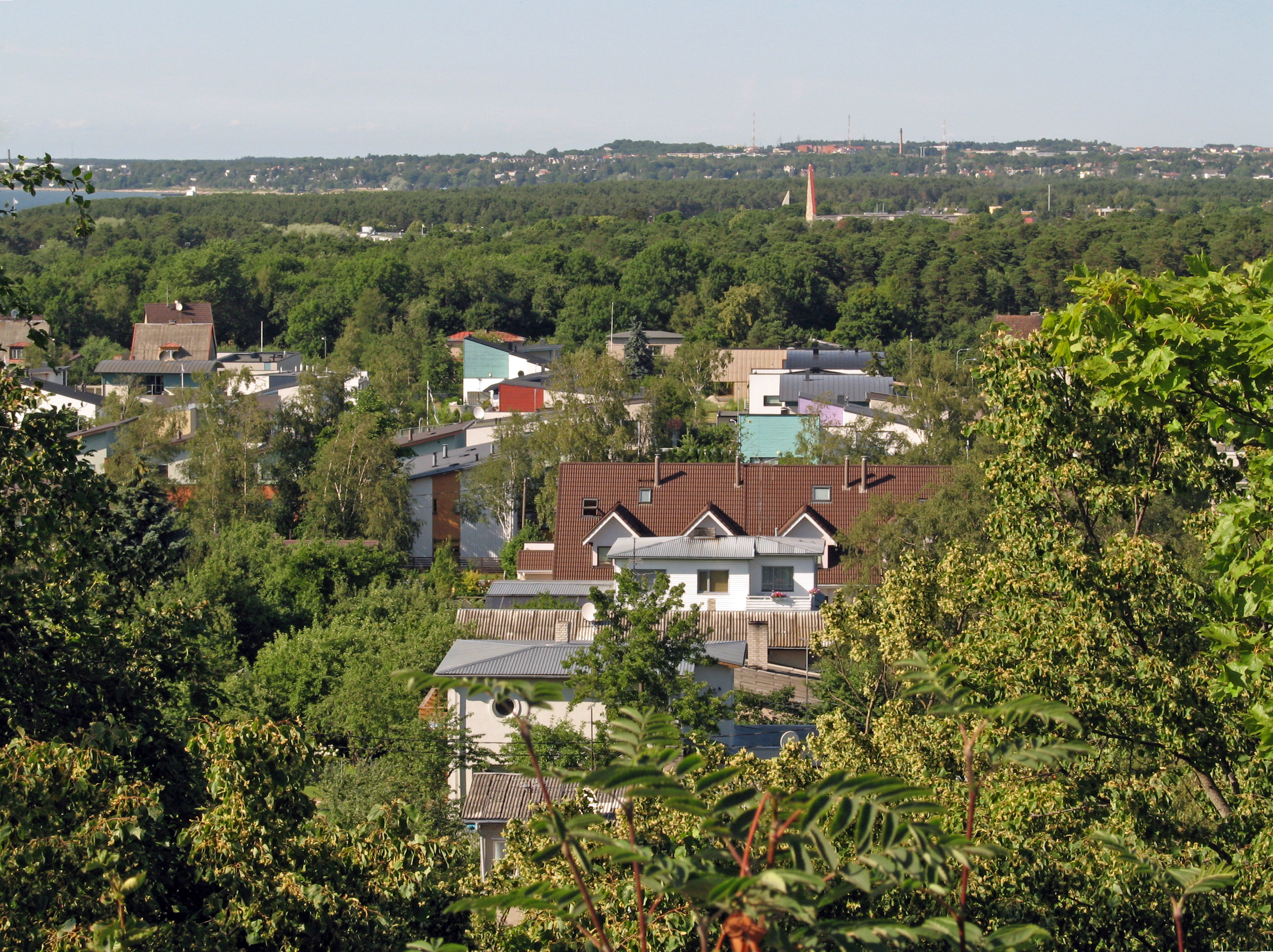
Pirita vu de Lasnamägi.
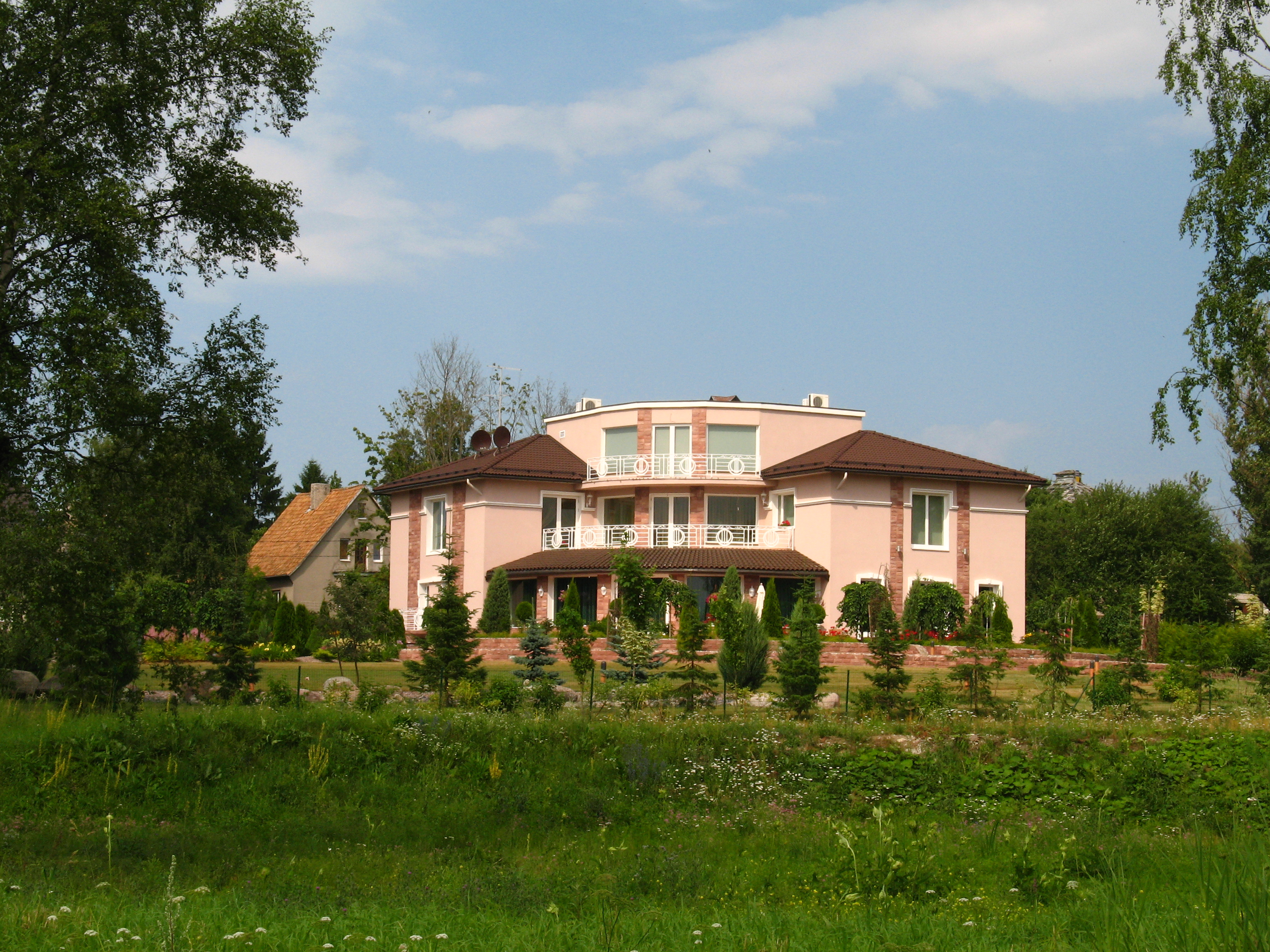
Quai à Pirita
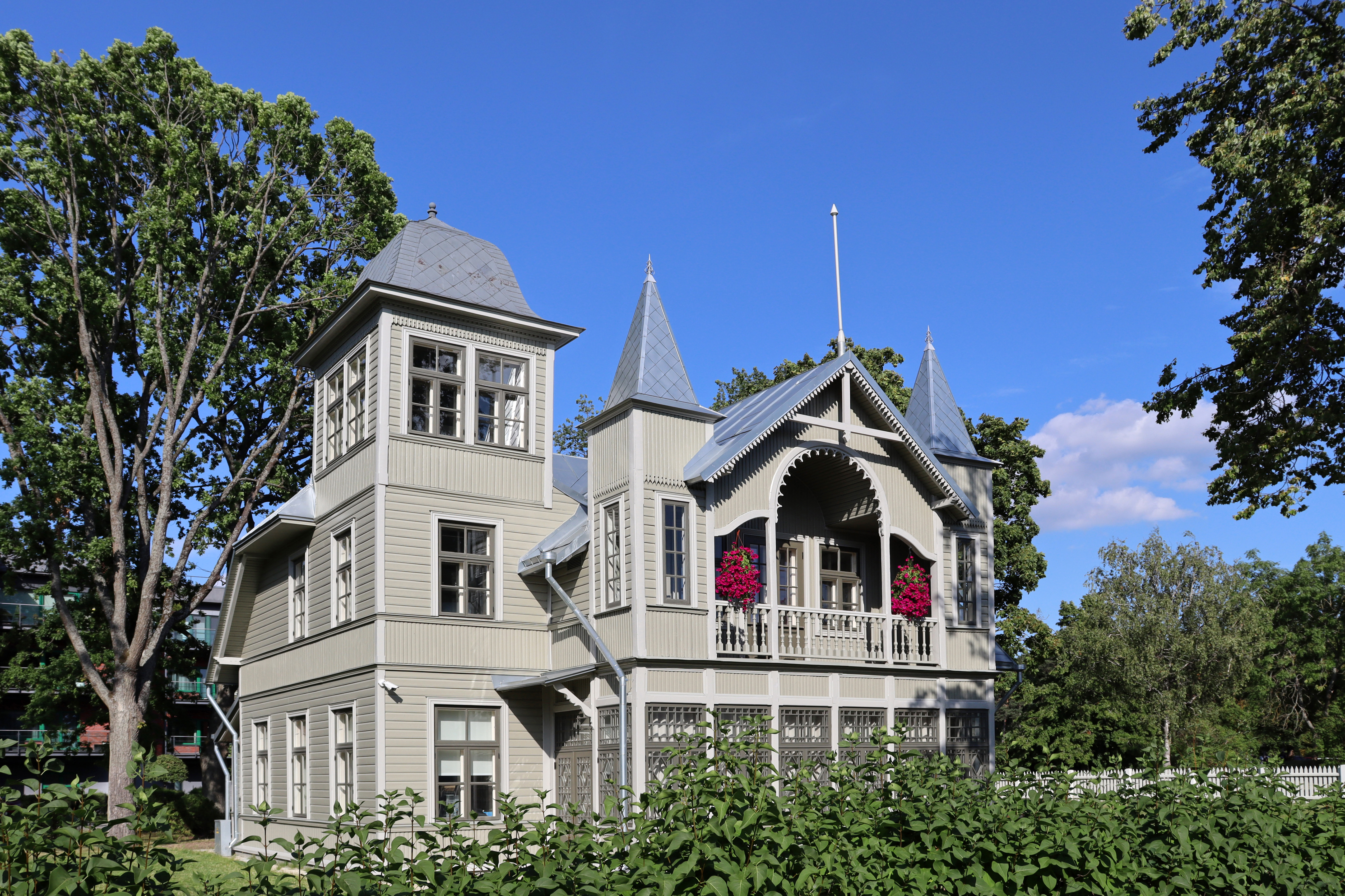
Rue Purje 4.
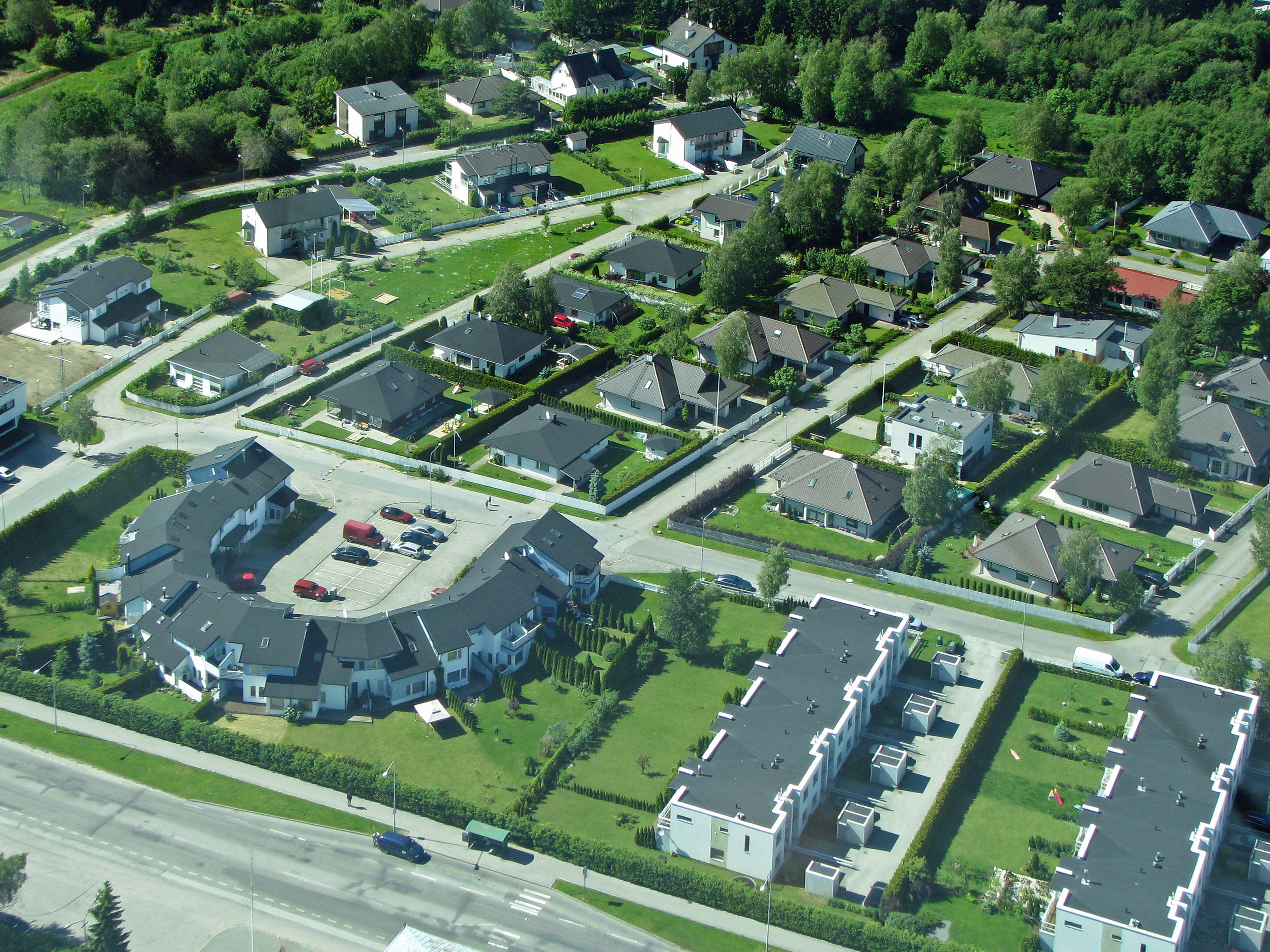
Immeubles résidentiels à proximité de la tour de télévision
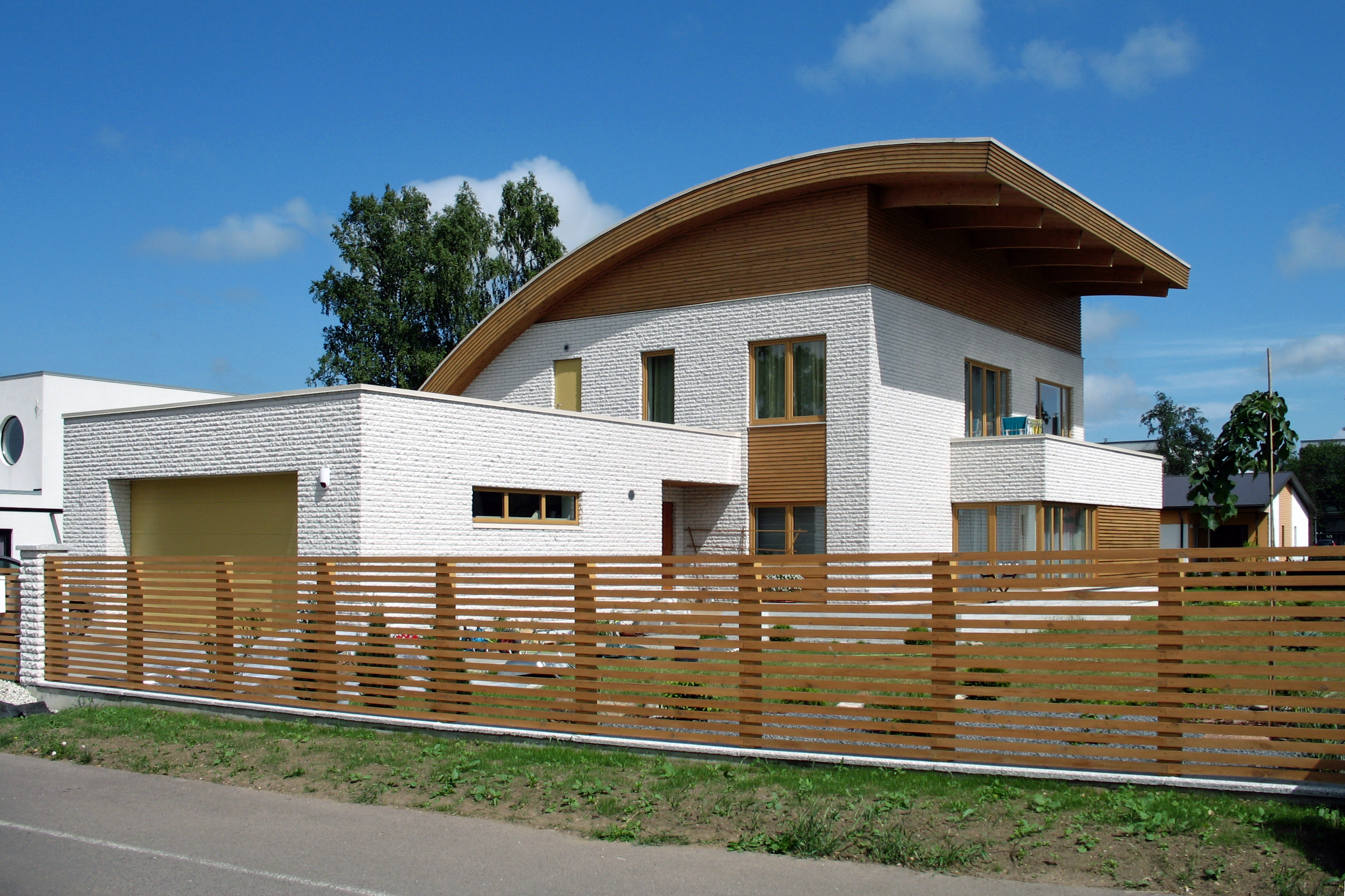
Rue Kuslapuu
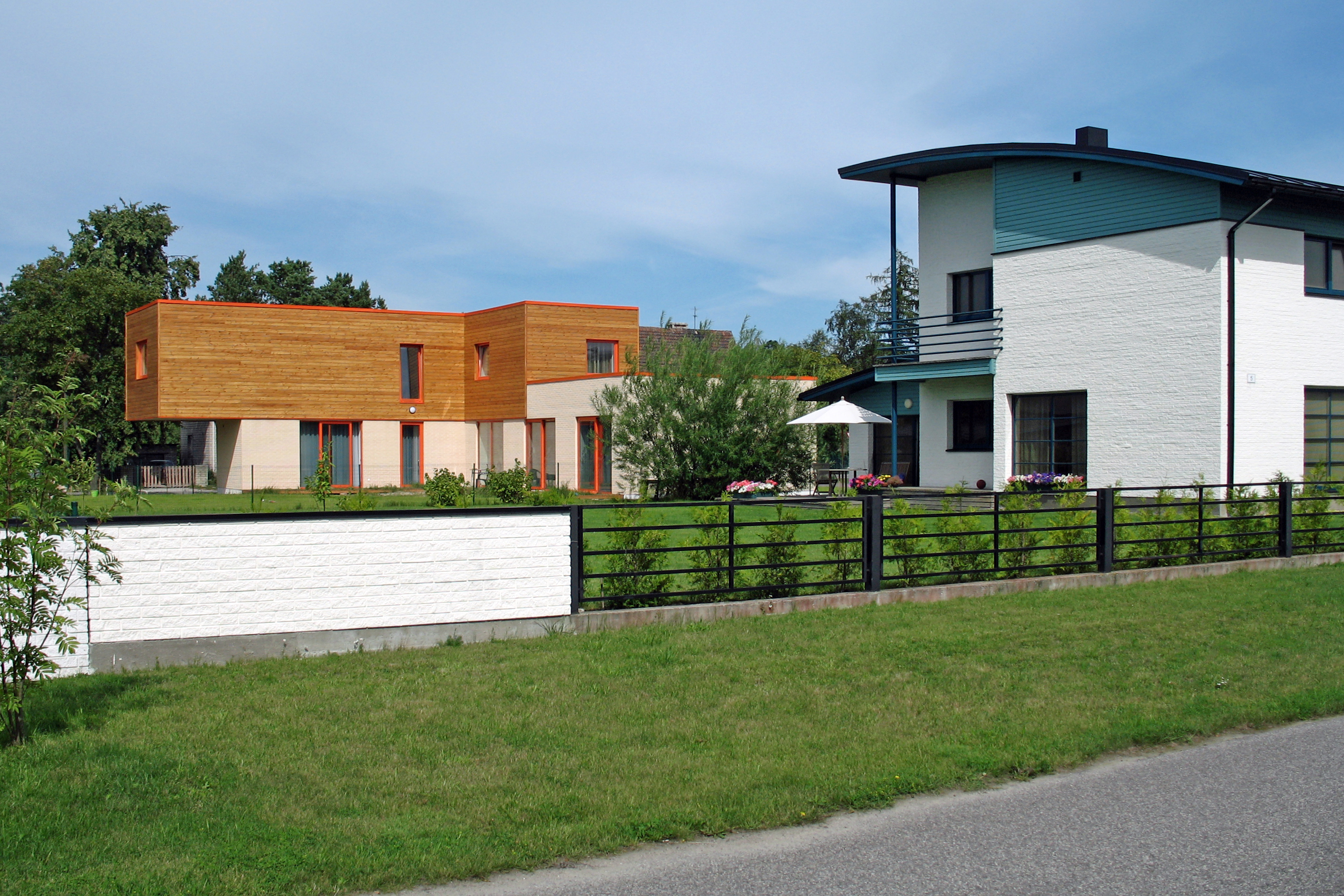
Rue Papli.
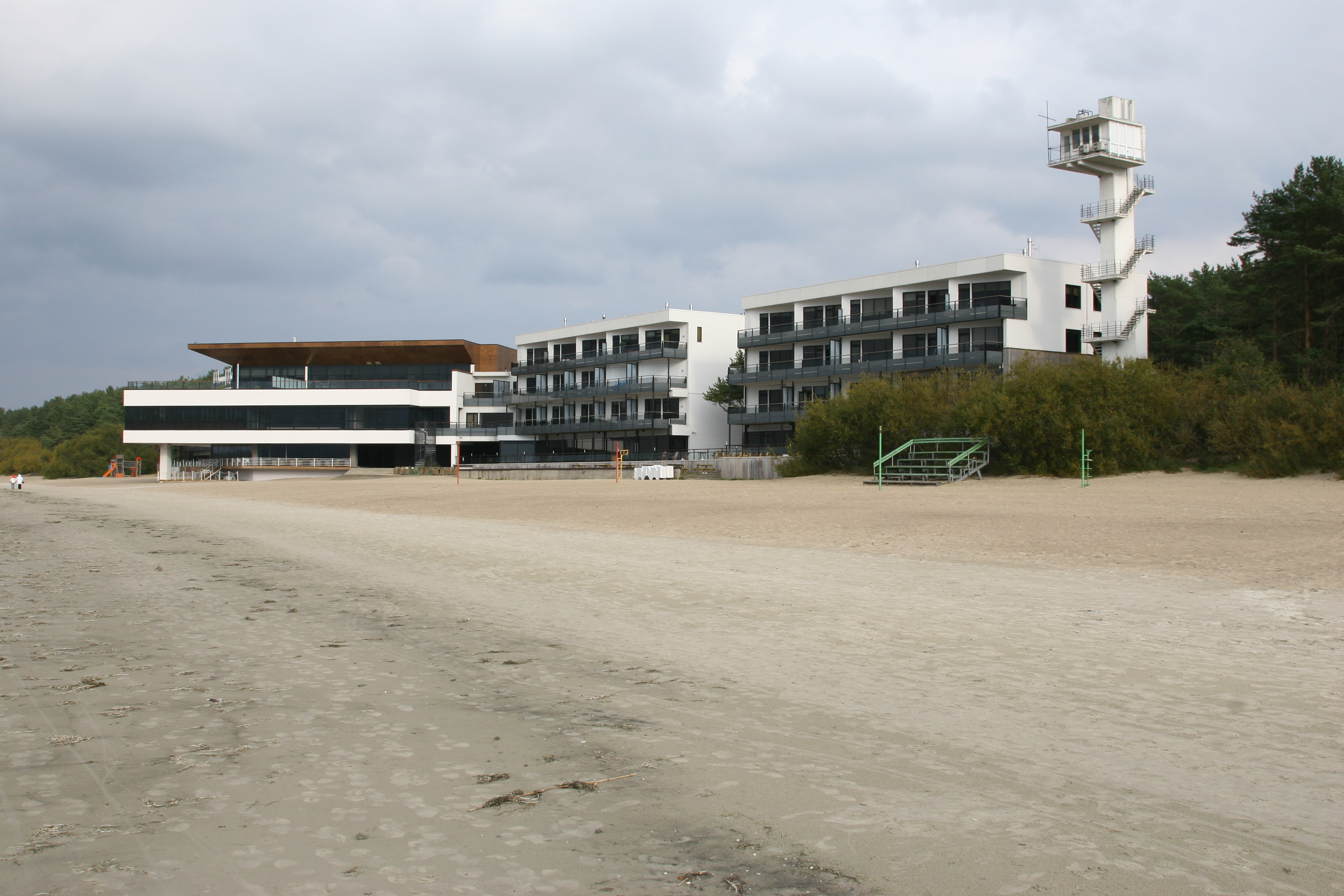
Bâtiment de la plage de Pirita.
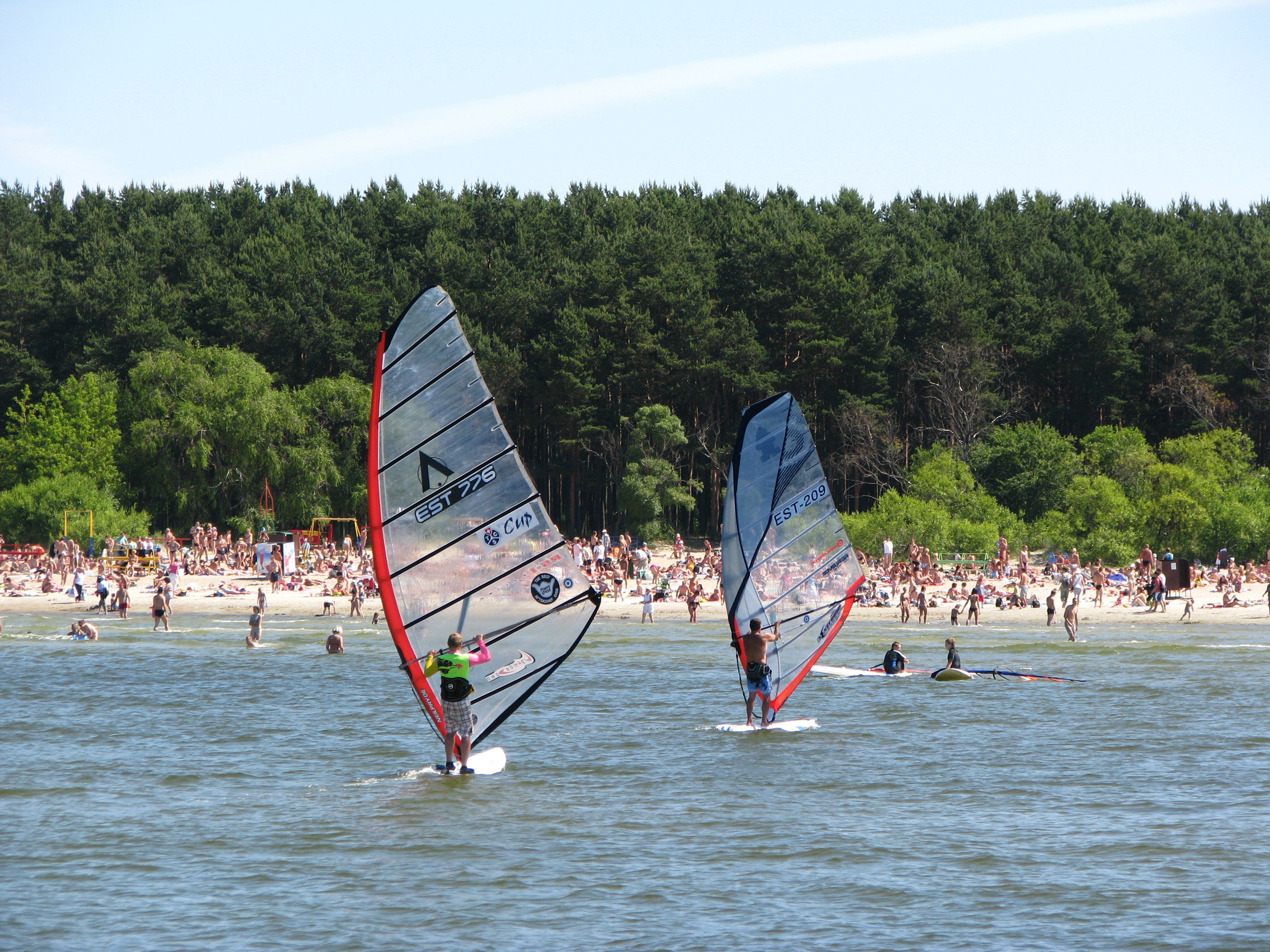
Plage de Pirita.